# Íránská islámská revoluce
Íránská islámská revoluce (persky انقلاب اسلامی‎, Engheláb-e islámí) byla jednou z nejvýznamnějších vnitropolitických událostí íránských dějin ve 20. století. Jejím výsledkem bylo nastolení vlády islámských šíitských fundamentalistů, přestože se na jejím rozpoutání podílely i levicové a liberální síly, resp. všechny složky opozice proti vládě šáha Muhammada Rezy Pahlavího. Revoluce začala již v roce 1978 a dovršena byla v první polovině roku následujícího (islamizace Íránu trvala o něco déle, do počátku osmdesátých let). Během islámské revoluce byla svržena vláda dynastie Pahlaví, zrušena monarchie a Íránské císařství, státní útvar, který existoval od roku 1925 až do roku 1979, kdy byla založena dnešní Íránská islámská republika.

## Příčiny
Mezi lety 1941–1979, kdy v Íránu autokraticky vládl šáh Muhammad Rezá Pahlaví, probíhaly snahy o uskutečnění některých světských a liberálních reforem při zachování moci šáha. Příkladem toho bylo přiznání volebního práva ženám v roce 1963. Špatná hospodářská situace a policejní praktiky režimu způsobily od šedesátých let vzrůst opozičních nálad mezi obyvatelstvem, které se plně rozvinuly v letech sedmdesátých. Hlavní jednotící figurou šáhových odpůrců se stal šíitský duchovní ájatolláh Rúholláh Chomejní, jehož režim nejprve uvěznil a později vyhostil ze země. Všeobecně respektovaný Chomejní vypracoval v exilu doktrínu o „nadvládě teologa“, později aplikovanou při přeměně státu na teokracii. Do té doby v Íránu převažovala představa, že šíitské duchovenstvo by nemělo zasahovat do politických záležitostí, jež jsou doménou vlády.

## Průběh
Chomejního názory na uspořádání státu byly knižně zveřejněny v roce 1970 a současně se vláda dopustila několika neuvážených kroků, které podryly její důvěryhodnost (např. grandiózní a nákladné oslavy 2500 let trvání monarchie či zavedení světského kalendáře místo dosavadního počítání let od hidžry). Také praktiky tajné policie SAVAK vyvolávaly stále větší rozhořčení obyvatel – v žalářích po celé zemi se nacházelo minimálně 2500 politických vězňů a výjimkou nebylo ani mučení. Na podzim roku 1977 propukly první studentské demonstrace, které se rozšířily následujícího roku do ulic celého Teheránu. Hlavním požadavkem opozice, vnitřně velmi heterogenní, od levicových aktivistů až po náboženské fundamentalisty, byla rezignace šáha, propuštění politických vězňů a návrat Rúholláha Chomejního z pařížského exilu. Stále větší tlak na vládu, spojený se vzrůstajícím počtem obětí pouličních protestů, vedl 16. ledna 1979 k šáhově odletu do Spojených států a příjezdem Chomejního do Teheránu 1. února 1979. Chomejní se spolu s radou šíitského duchovenstva stal de facto neomezeným vládcem země, obratně eliminoval opozici z řad levice a prosadil referendum o proklamaci islámské republiky, jejímž prvním prezidentem byl zvolen umírněný intelektuál Abú al-Hasan Baní Sadr.
Mezi státní mocí reprezentovanou Baní Sadrem a fundamentalisty se však postupem doby množily incidenty a v červnu 1981 dal Chomejní příkaz k Sadrově zatčení – tomu se ale podařilo uniknout do Francie. Na tuto událost navázaly popravy prezidentových přívrženců. Za nástupce Baní Sadra byl zvolen do čela státu Muhammad Alí Radžáí, který byl takřka okamžitě zabit při pumovém atentátu. Dne 2. října 1981 došlo k nové volbě prezidenta a tentokrát se jím stal loajální Chomejního žák Alí Chameneí, který byl v podstatě loutkovým prezidentem, protože skutečnou mocí disponoval ájatolláh Chomejní. Průběh osmdesátých let jasně ukázal odklon od dřívější šáhovy světské prozápadní politiky. Oficiální íránskou ideologií se stal šíitský islám fundamentalistického charakteru. Důkazem toho byl například návrat k nerovnoprávnému postavení žen, tedy stavu před rokem 1963. Konstantou zahraniční politiky Íránu bylo nepřátelství vůči Spojeným státům (viz Americká rukojmí v Íránu) a vedle toho došlo ke značnému ochlazení vztahů se sousedními sunnitskými zeměmi, což vyvrcholilo irácko-íránskou válkou.
Nastolený konzervativní směr íránské politiky pokračuje do současnosti. Írán je Spojenými státy obviňován z podpory mezinárodního terorismu a extremistických hnutí.

## Galerie

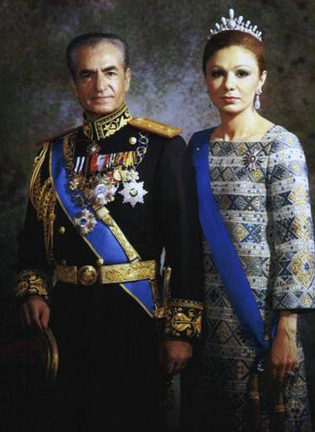
Muhammad Rezá Pahlaví a jeho žena Farah Pahlaví, jejichž odjezd ze země (16. ledna 1979) znamenal konec íránské monarchie a následné nastolení vlády islámského fundamentalismu
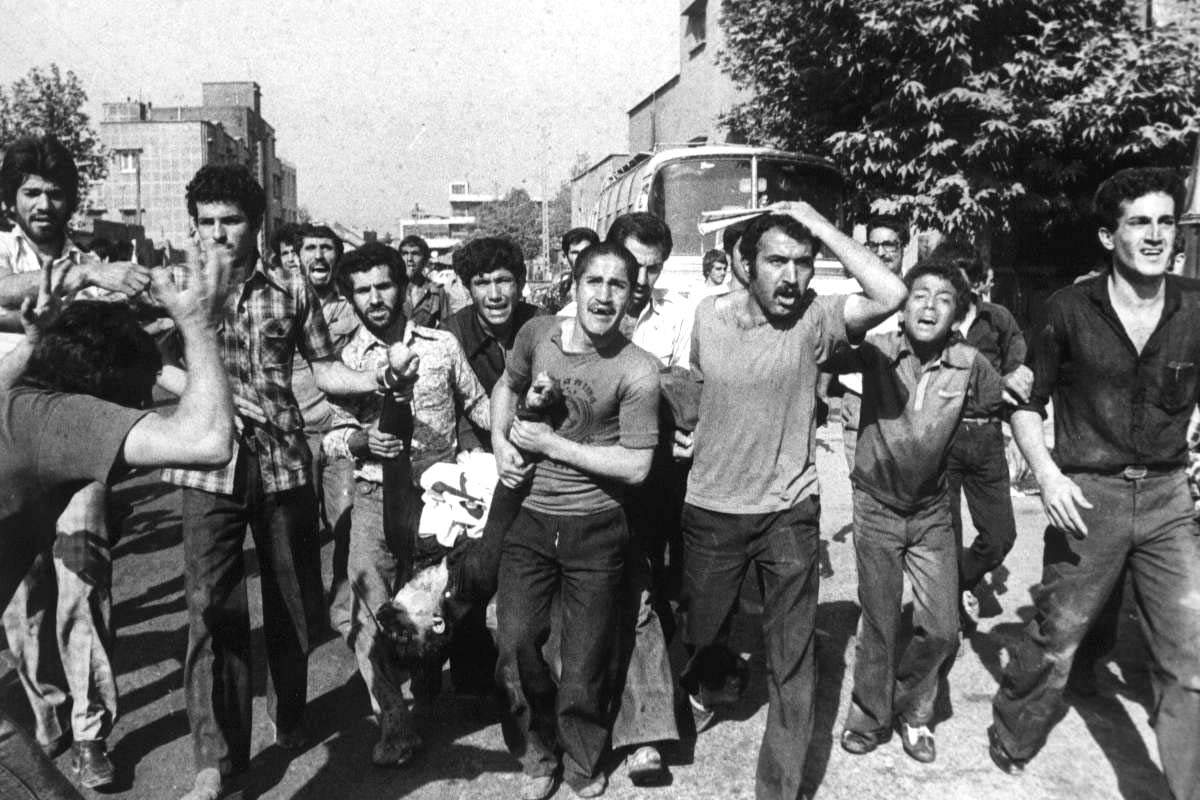
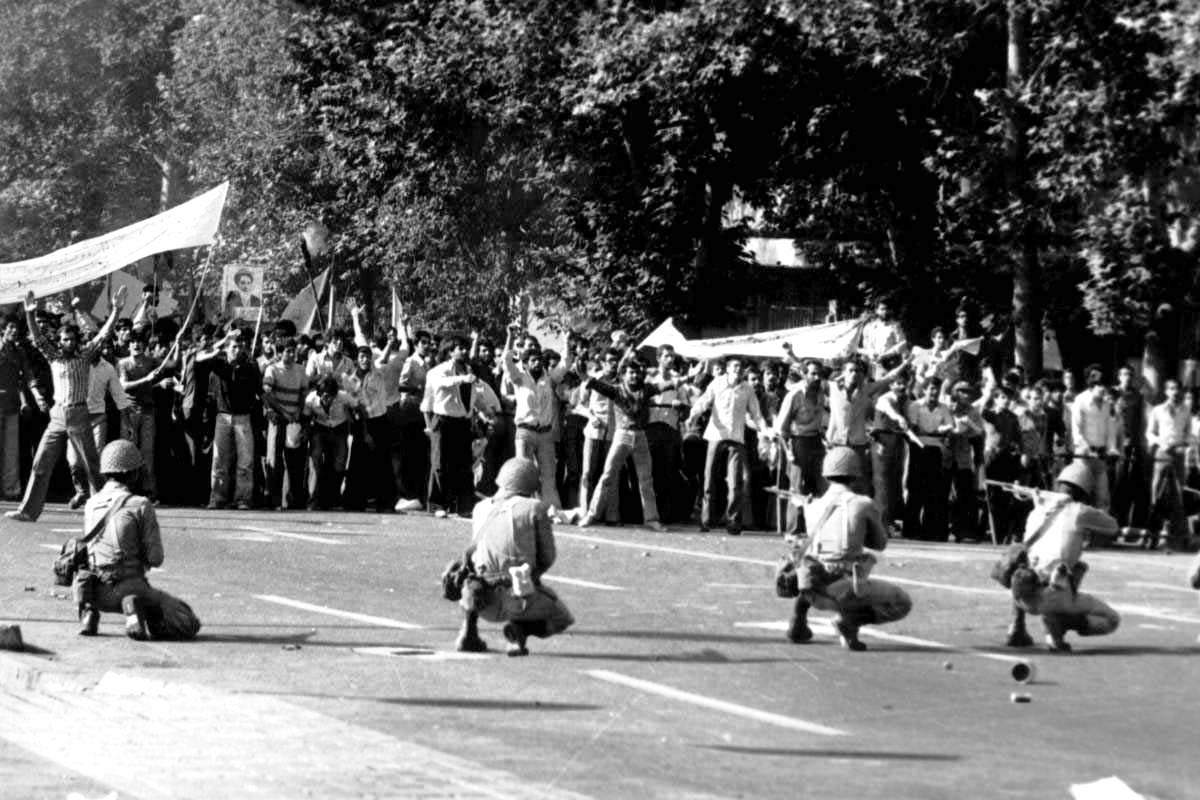
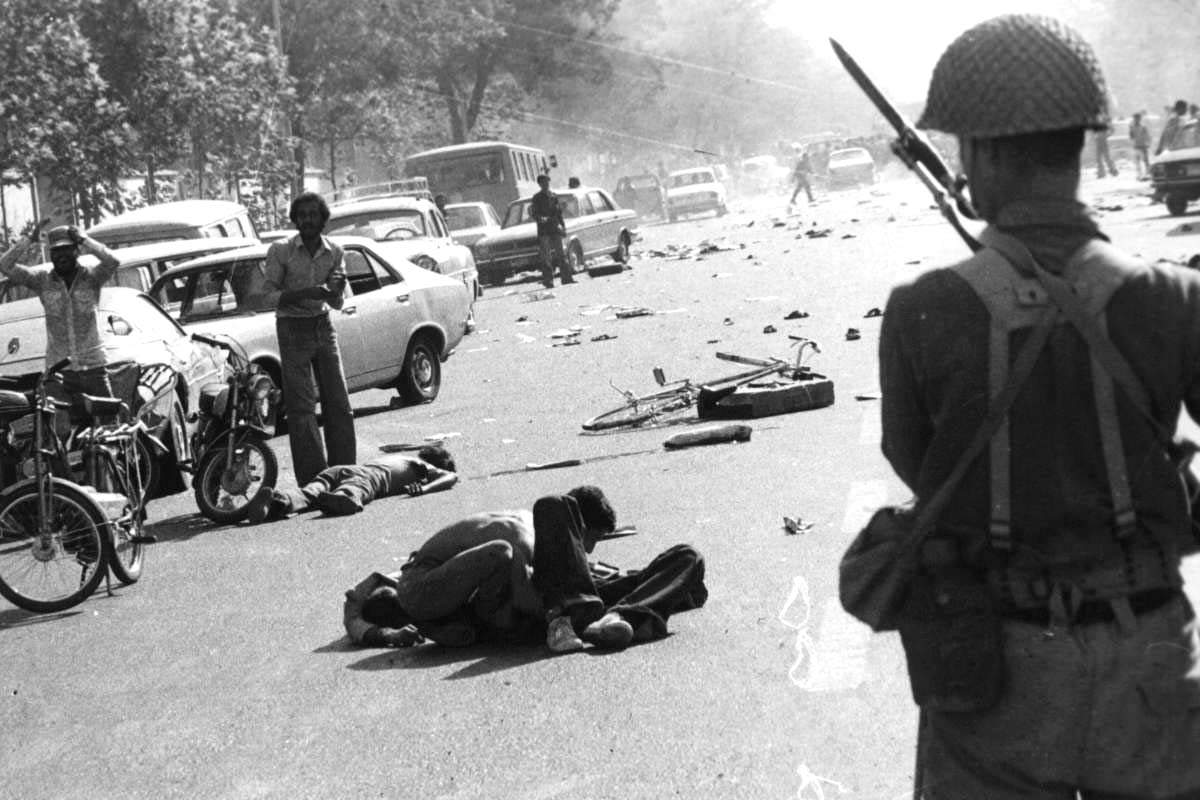
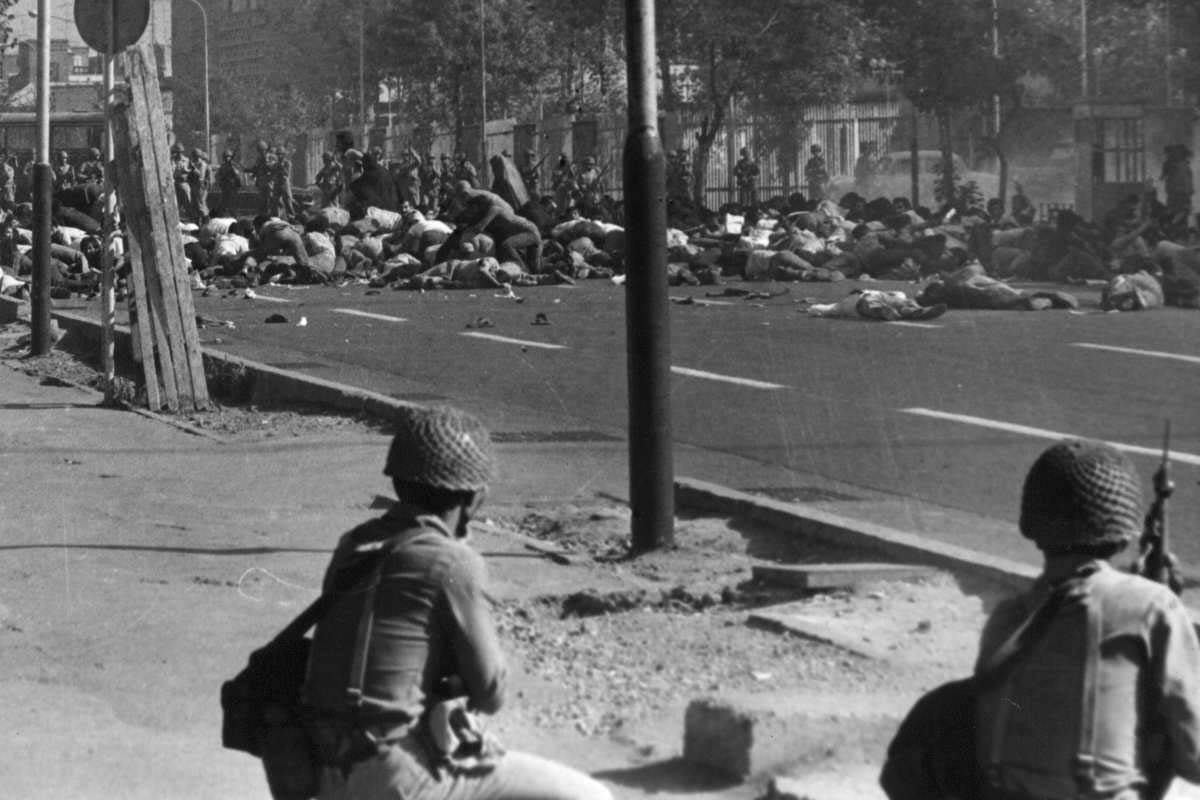